# Enypniastes eximia
Enypniastes eximia är en sjögurkeart som beskrevs av Johan Hjalmar Théel 1882. Enypniastes eximia ingår i släktet Enypniastes och familjen Pelagothuriidae. Inga underarter finns listade i Catalogue of Life.
Arten kallas populärt ibland även för huvudlös kycklingfisk, vilket är en översättning av den engelska benämningen headless chicken fish. Benämningen kommer sig av artens utseende, som vissa menar påminner om en huvudlös kyckling.